# Silnice D7
Silnice D7 (chorvatsky Državna cesta D7) je silnice v Chorvatsku. Je dlouhá 134,5 km a je součástí evropské silnice E73. Slouží především ke spojení měst Beli Manastir, Osijek a Đakovo, ale i ke spojení Maďarska a Bosny a Hercegoviny přes Chorvatsko.

## Průběh
Kneževo, Branjin Vrh, Beli Manastir, Kozarac, Čeminac, Švajcarnica, Višnjevac, Osijek, Čepin, Vuka, Široko Polje, Kuševac, Đakovo, Piškorevci, Strizivojna, Vrpolje, Velika Kopanica, Sikirevci, Kruševica, Slavonski Šamac